# شک (فیلم)
شک یا دعوت به شام فیلمی به کارگردانی ساموئل خاچیکیان محصول سال ۱۳۸۰ است.
ساموئل خاچیکیان علیرغم ابتلا به بیماری آلزایمر در سالهای ۷۸–۱۳۷۷ درصد برآمد بر اساس فیلم‌نامه‌ای از داوود موثقی این فیلم را کارگردانی کند، اما به دلیل شدت یافتن بیماری‌اش موفق به پایان بردن آن نشد و ادامه کار را به موثقی و پسرش ادوین سپرد.